# Derayd
Esta de obra de CLAMP fue publicada por Shinkigensha en 1989. Al parecer se publicó en un tomo autoconclusivo además de ser el primer manga de CLAMP comercialmente publicado.
El cómic fue publicado bajo el nombre de la colección Gokigen Comics.

## Historia
Kenichi, un chico normal, estudiante de preparatoria y miembro de un club de kendō de su instituto, camina de regreso a su casa cuando ve que ¡la luna se partió en dos! Justo, después sucede un terremoto que deja en ruinas a Tokio. Kenichi perdió el conocimiento, pero antes alcanzó a escuchar una voz femenina diciendo que él era la "llave" para acabar con los demonios en el "Mundo Gemelo".
Cuando despierta, se encuentra en un mundo paralelo de espadas y brujerías, donde conocerá a la pequeña hada Bessy y a un joven espadachín llamado Ledan. Tras hacerse amigos tendrán que luchar para salvar a ambos mundos de los demonios, además de emprender la búsqueda de dos objetos sagrados que necitan para salvar a ambos mundos.